# Sole (film, 2019)
Pour les articles homonymes, voir Sole (homonymie).
Pour plus de détails, voir Fiche technique et Distribution.
Sole est un film italien réalisé par Carlo Sironi, sorti en 2019.

## Synopsis
Lena, enceinte de 7 mois, envisage de vendre son enfant.

## Fiche technique
- Titre : Sole
- Réalisation : Carlo Sironi
- Scénario : Antonio Manca, Giulia Moriggi et Carlo Sironi
- Photographie : Gergely Pohárnok
- Montage : Andrea Maguolo
- Production : Giovanni Pompili et Agnieszka Wasiak
- Société de production : Kino Produzioni et Lava Films
- Société de distribution : Officine UBU (Italie), Les Valeuses (France)
- Pays :  Italie et  Pologne
- Genre : Drame
- Durée : 90 minutes
- Dates de sortie : 
  -  Italie : 24 octobre 2019
  -  France : 9 septembre 2020

## Distribution
- Bruno Buzzi : Fabio
- Sandra Drzymalska : Lena
- Marco Felli : Giordano
- Barbara Ronchi : Bianca
- Claudio Segaluscio : Ermanno
- Vitaliano Trevisan : Ostetrico

## Distinctions
- Lors de la 65e cérémonie des David di Donatello, le film reçoit 1 nomination dans la catégorie Meilleur réalisateur débutant[1].
- Prix du cinéma européen 2020 : Discovery of the Year - Prix FIPRESCI[2]